# Europese kampioenschappen shorttrack 2024
De Europese kampioenschappen shorttrack 2024 werden van 12 tot en met 14 januari 2024 georganiseerd in de Hala Olivia te Gdańsk, Polen.
Net als in het voorgaande jaar – eveneens in Gdańsk – was er geen allroundtoernooi meer, slechts individuele afstanden en aflossingen. Pietro Sighel won bij de mannen alle drie de afstanden waar bij de vrouwen Xandra Velzeboer, Hanne Desmet en Elisa Confortola alle drie één afstand wonnen. Nederland pakte de hattrick bij de relays door zowel de wedstrijd voor mannen, vrouwen, en gemengde teams te winnen.

## Medailles

### Mannen
| Onderdeel | Goud          | Goud                                             | Zilver       | Zilver                                                                | Brons          | Brons                                                        |
| --------- | ------------- | ------------------------------------------------ | ------------ | --------------------------------------------------------------------- | -------------- | ------------------------------------------------------------ |
| 500m      | Pietro Sighel | ITA                                              | Teun Boer    | NED                                                                   | Stijn Desmet   | BEL                                                          |
| 1000m     | Pietro Sighel | ITA                                              | Niall Treacy | GBR                                                                   | Stijn Desmet   | BEL                                                          |
| 1500m     | Pietro Sighel | ITA                                              | Friso Emons  | NED                                                                   | Itzhak de Laat | NED                                                          |
| Aflossing | NED           | Teun Boer Itzhak de Laat Friso Emons Kay Huisman | BEL          | Stijn Desmet Adriaan Dewagtere Ward Petre Warre van Damme Enzo Proost | POL            | Łukasz Kuczyński Michał Niewiński Félix Pigeon Diané Sellier |

### Vrouwen
| Onderdeel | Goud             | Goud                                                               | Zilver          | Zilver                                                                     | Brons                  | Brons                                                          |
| --------- | ---------------- | ------------------------------------------------------------------ | --------------- | -------------------------------------------------------------------------- | ---------------------- | -------------------------------------------------------------- |
| 500m      | Xandra Velzeboer | NED                                                                | Selma Poutsma   | NED                                                                        | Hanne Desmet           | BEL                                                            |
| 1000m     | Hanne Desmet     | BEL                                                                | Selma Poutsma   | NED                                                                        | Xandra Velzeboer       | NED                                                            |
| 1500m     | Elisa Confortola | ITA                                                                | Gloria Ioriatti | ITA                                                                        | Rebeka Sziliczei-Német | HUN                                                            |
| Aflossing | NED              | Selma Poutsma Yara van Kerkhof Diede van Oorschot Xandra Velzeboer | ITA             | Chiara Betti Elisa Confortola Gloria Ioriatti Arianna Sighel Katia Filippi | FRA                    | Berenice Comby Gwendoline Daudet Aurelie Leveque Cloe Ollivier |

### Gemengd
| Onderdeel | Goud | Goud                                                                  | Zilver | Zilver                                                                                           | Brons | Brons                                                                  |
| --------- | ---- | --------------------------------------------------------------------- | ------ | ------------------------------------------------------------------------------------------------ | ----- | ---------------------------------------------------------------------- |
| Aflossing | NED  | Teun Boer Kay Huisman Selma Poutsma Xandra Velzeboer Yara van Kerkhof | POL    | Nikola Mazur Michał Niewiński Diané Sellier Kamila Stormowska Łukasz Kuczyński Gabriela Topolska | BEL   | Tineke den Dulk Hanne Desmet Stijn Desmet Adriaan Dewagtere Ward Pétré |

### Medaillespiegel
| # | Land                | Goud | Zilver | Brons | Totaal |
| - | ------------------- | ---- | ------ | ----- | ------ |
| 1 | Nederland           | 4    | 4      | 2     | 10     |
| 2 | Italië              | 4    | 2      | 0     | 6      |
| 3 | België              | 1    | 1      | 4     | 6      |
| 4 | Polen               | 0    | 1      | 1     | 2      |
| 5 | Verenigd Koninkrijk | 0    | 1      | 0     | 1      |
| 6 | Frankrijk           | 0    | 0      | 1     | 1      |
| 6 | Hongarije           | 0    | 0      | 1     | 1      |